# Vojaški ordinariat Salvadorja
Vojaški ordinariat Salvadorja (špansko Obispado Castrense en El Salvador) je rimskokatoliški vojaški ordinariat, ki je vrhovna cerkveno-verska organizacija in skrbi za pripadnike oboroženih sil Salvadorja.
Sedež ordinariata je v San Salvadorju.

## Škofje
- José Eduardo Alvarez Ramírez (4. november 1968 - 7. marec 1987)
- Roberto Joaquín Ramos Umaña (7. marec 1987 - 23. junij 1993)